# Pseudione clibanaricola
Pseudione clibanaricola är en kräftdjursart som beskrevs av Sueo M. Shiino 1933. Pseudione clibanaricola ingår i släktet Pseudione och familjen Bopyridae. Inga underarter finns listade i Catalogue of Life.